# Ephemerum jamesii
Ephemerum jamesii là một loài rêu trong họ Ephemeraceae. Loài này được Austin mô tả khoa học đầu tiên năm 1875.